# Cinderella (película de 2006)
Cinderella (en hangul, 신데렐라; romanización revisada, Shinderella; McCune-Reischauer, Sinderella) es una película de terror de Corea del Sur, del año 2006. Estuvo dirigida por Bong Man-dae y protagonizada por Do Ji Won y Shin Se Kyung.

## Trama
La película comienza con un pastel de cumpleaños que se ilumina en la oscuridad. Una figura invisible tararea "Feliz cumpleaños a ti", luego lleva el pastel a una habitación, pero luego la figura deja en estado de shock a otra persona, luego otra persona desconocida comete un suicidio por ahorcamiento.
Luego se nos presenta a una niña, Su-Kyoung, acostada sobre una mesa de operaciones dispuesta a someterse a una cirugía plástica. Ella está muy nerviosa y asustada, al mismo tiempo está siendo consolada por su amigo Hyeon-su. los padres de Hyeon-su son divorciados. Ella se va y se nos presenta a su madre Yoon-hee, que es una cirujana plástica exitosa y talentosa. La conversación de dos mujeres jóvenes y se nos muestra que tienen una buena relación madre e hija. Mientras tanto, Su-Kyoung está sola y tiene mucho pánico en el quirófano. Ella ve una imagen aterradora de una niña con un vestido azul oscuro y el pelo largo y oscuro que cubre su cara. La muchacha se arrastra por debajo de la mesa y desaparece de la vista. Yoon-hee aparece y comienza la cirugía. Un día más tarde es el cumpleaños de Hyeon-su. Ella discute con su madre acerca de dónde hacer la fiesta, pero su madre finalmente la convence para hacerlo en su casa (ella es muy rica).
Hyeon-su va más tarde a su clase de arte y comienza haciendo una escultura del rostro de Su-Kyoung. Muchas de las niñas dicen comentarios en clase diciendo que Su-Kyoung se veía mucho más atractiva como la hacía antes y se preguntaron si ella había hecho dieta o si era cirugía. Hyeon-su entonces habla con uno de sus amigos, Jae-hui y le pide que comente su fantástico trabajo y que los ojos de su madre a cabo en ella. Dado que las dos chicas hablan y se ríen, Hyeon-su accidentalmente le hace un corte en el rostro de su modelo. Su-Kyoung y una drástica reducción de la herida aparece en la mejilla. Ella grita y huye de terror. Ella desciende en la explotación de construir su rostro ensangrentado. Una misteriosa voz grita en el que haya dicho que quiere que su cara posterior. Hyeon-su figura y le pregunta si ella está bien, corte Su-Kyoung y la sangre de fuga. Hye-won, otra chica que es amiga de Hyeon-su es decidir si para conseguir un trabajo ojos o la nariz de trabajo de Yoon-hee. Ella decide sobre un trabajo ojo.
Mientras tanto, Hyeon-su, Jae-hui y esperar Su-Kyoung en una parada de autobús mientras una anciana reparte volantes para su nieta que faltan. Su-Kyoung es distante, preocupado por los acontecimientos anteriores. El autobús llega, pero Hyeon-su espera a su amigo Sung-eon por venir. Jae-hui muestra repugnancia instantánea en la noticia, pero no se da tiempo para discutir como el autobús se aleje. Sung-eón es un tipo marimacho y está más cerca de Hyeon-su de sus otros amigos que no se lleva bien con bien, ella tampoco se ha sometido a ninguna cirugía plástica. Sung-eon aparece en una moto y el impulso hacia la casa de dos Hyeon-su.
Jae-hui y esperar Su-Kyoung fuera de la casa Hyeon-su. Jae-hui se queja de un rato, pero cuando Hyeon-su y eon Sung-llega ella vuelve a demostrar su desagrado de la niña marimacho. Las chicas luego celebrar la fiesta de Hyeon-su y Su Kyoung-le da una muñeca cara para un regalo. Cuando el alumbrado de la torta, la misma chica que vio a Su-Kyoung cuando iba por el quirófano aparece junto a Hyeon-su, pero nadie más puede verla, excepto Su-Kyoung. Las velas se apagan. En un pánico apresurado, Su-Kyoung interpone en el camino de la torta (que iba a ser lanzado a Hyeon-su) y luego va al baño a lavarse la cara. Su-Kyoung admira su rostro por un segundo antes de que ella ve el rostro destrozado en la reflexión. Ella grita y corre de la casa de Hyeon-su con Jae-hui culpar Sung-eón y darle una mirada pícara antes de irse. Yoon-hee le pregunta cuál era el problema, pero Sung-eon la tranquiliza que todo está bien. Más tarde las dos muchachas mirar a través de un álbum de fotos y reírse de lo que solían parecer. Hyeon-su entonces le dice Sung-eon que ella no tiene fotos infancia. Yoon-hee escucha a través de la puerta y luego se aleja.
Su-Kyoung mientras tanto ha encerrado dentro de su habitación durante días y se niega a ver a nadie. Su madre pide Yoon-hee y el Su-Hyeon que viniera a ayudarle. Su-Kyoung permite Hyeon-su y ella le dice que hay algo malo en su rostro y que ella no puede dejar de querer ensuciar para arriba. abrazos Hyeon-su ella, pero Su Kyoung-oye otra voz que decía "bonita" y con miedo fuerzas Hyeon-su cabo. Hyeon-su golpea la puerta y mira Su-Kyoung en un fragmento de espejo roto, de pronto la muchacha fantasma reaparece y vemos un primer plano de sus ojos azules. Luego dice: "Te haré bastante" antes de reír maliciosamente. Su cara-Kyoung comienza a corta violentamente abierta y grita ella, apretando el fragmento de espejo hasta que sangra la mano. Hyeon-su y las otras mujeres logran entrar en la habitación después de paradas gritando Su-Kyoung es. Hyeon-su rostro muerto encuentra el Su-Kyoung abajo y mueve de un tirón a su espaldas, revelando su rostro, ahora aislado en una cara. Su madre grita.
En la escuela al día siguiente, Hye-won habla sucio de Hyeon-su muerte y culpa a Su-Kyoung en ella. Hye-won ha tenido una cirugía de Yoon-hee. Jae-hui se enfrenta a ella y la amenaza a ella su vocación de vagabundo mierda "!" que conduce a un argumento que Hyeon-su enojo interrupciones. En su casa Yoon-hee descubre que Hyeon-su es en Vivaldi y ha estado llamando a su padre (que no vive con ellos después de un divorcio). Más tarde Yoon-hee da Hyeon-su un facial, tapándose la cara entera. Mientras Hyeon-su capacidad para un par de manos misteriosas comienzan a acariciarse la cara antes de tratar de arrancar los ojos con sus pulgares. pánicos Hyeon-su y las lágrimas de la máscara de la cara y no ve a nadie con ella y su madre se trata de consolarla y los dos comparten un momento antes de amar a su madre coloca su máscara en una caja en la otra habitación.
Hyeon-su continuación, entra en el sótano, donde fue nunca dijo que fuera allí como un niño. Ella explora el lugar espeluznante y encuentra una foto de un niño con un rostro severamente quemado y las palabras, Hyeon-su antes de la cirugía. La chica con el pelo largo ha estado observando Hyeon-su pero de pronto se desvanece cuando su madre viene y regaña a ella. Hyeon-su continuación, se hace lejana y se niega a hablar con su madre correctamente.
En una fiesta en la piscina,Hye-won se va y se sienta junto a Jae-hui y los dos disculpas por su comportamiento. Jae-hui a continuación, le pregunta si vio algo extraño cuando iba por el quirófano, que Hye-won en silencio confirma. Las dos chicas se asustan y vaya a pedir a Yoon-hee lo que está pasando. Yoon-hee, simplemente les dice que no son más que nervioso a causa de la muerte de Su-Kyoung, para alivio de las dos niñas.
Hyeon-su continuación, sale de la casa para ver a su padre. Ella y Eun Sung-lleve la bicicleta a motor y dirigirse hacia su destino, con Yoon-hee cuidadosamente siguiente.
Como conversaciones Hyeon-su a su padre, Yoon-hee tiene un recuerdo. Muchos años antes, ella le dice a Hyeon-su que esperar en el coche mientras ella ofrece un archivo a su marido. Ella promete un viaje al parque de Hyeon-su, que dice no de una manera malcriada. Como Yoon-hee entra en el edificio, el motor del coche empieza a fumar. Yoon-hee encuentra a su marido y una mujer practicar el sexo oral y ella le pega alrededor de la cabeza con la carpeta y se va. Como ella y su marido discuten, explota el coche de motor, quema horriblemente Hyeon-su y dejándola en estado de coma y muy cerca de morir. llora Yoon-hee en el hospital de su hija desfigurada dormir. Ella luego visitas a una iglesia y una niña huérfana que crece apegado a ella y los deseos de volver a casa con ella, llamando a su mamá. La niña huérfana ama Yoon-hee mucho y los dos se ha demostrado que una relación de amor entre madre e hija. marido Yoon-hee luego va al hospital para encontrar desaparecidos Hyeon-su. La niña huérfana pronto se aventura en una habitación y ve la cama Hyeon-su desfigurado por la puerta. Le pide a Yoon-hee si la niña está enferma y Yoon-hee dice que sí antes de decirle que ella no puede verla. La niña huérfana acepta esta antes de salir corriendo al sótano feliz.
Ya en nuestros días, Hyeon-su y su padre hablar de la fotografía y las hojas Su Hyeon-. Yoon-hee se enfrenta a su marido y le dice que él no tiene derecho a ver Hyeon-su. Su esposo sostiene a continuación, diciendo que ella isnt Hyeon-su y que ella es la niña huérfana. Yoon-hee responde diciendo "Ella es mi hija". Como las hojas Yoon-hee y se encuentra en la lluvia con un paraguas que ve un mojado Hyeon-su, que dice entre lágrimas "mamá" y la abraza.
Yoon-hee la lleva a casa y le dice que tiene un baño. El timbre suena y Yoon-hee va a ver quién es, horrorizado al descubrir que es Hyeon-su tocar el timbre. A medida que permite Hyeon-su en, los dos en una discusión en la que Hyeon-su le dice que ella no es su verdadera madre que causan Yoon-hee darle una cachetada. Como Hyeon-su se encierra en su habitación, avisos Yoon-hee el suelo está empapado y luego oye la llave en el baño corriendo. El baño se desborda y llena de burbujas. una pálida mano agarra el lado de la bañera, pero luego se desliza hacia atrás en el agua como Yoon-hee entra. Como Yoon-hee se vuelve el grifo y desenchufa el baño, los pasos de salir del baño y la cabeza hacia el cuarto Hyeon-su. Hyeon-su puerta se abre por sí mismo y que los controles Hyeon-su hacia fuera y ver la de su madre caminar por el otro extremo del pasillo, de repente la cama se moja. Hyeon-su se sienta en él, los anuncios está mojado y encuentra un montón de mojado enmarañado pelo largo en la espalda y los gritos. Saca las cobijas para revelar la chica del vestido azul se extiende empapado bajo las sábanas. Ella grita de nuevo y desaparece de la niña.
El próximo día Hyeon-su muestra la imagen de la niña desaparecida de la vieja a Sung-eon y luego muestra una foto de ella que le diera su padre. Sung-eon avisos que se ven exactamente igual pero que tienen diferentes colores de los ojos. Mientras tanto, Jae-hui y Hye-won están pintando autorretratos. Hye-won va al baño, mientras que Jae-hui se lava el pincel. Ella se da cuenta de que se queda atascado en el centro del cubo de pintura de agua. A medida que se inspeccione una mano dispara fuera del cubo y saca con fuerza la cabeza en el cubo por el acaparamiento de la cara. Jae-hui accidentalmente las lágrimas de su imagen. Sung-eon recibe una llamada de mamá Hyeon-su. devuelve Hye-won y se sorprende al ver la pintura rasgada y arañazos en la cara de Jae-hui, quien ahora parece ser casi catatónico y en un estado de trance. A continuación vemos las dos chicas sentadas frente a frente y sonriendo de una manera que poseía como dibujar líneas en sus rostros, diciendo unos a otros qué partes de la cara hay que mejorar. A continuación, levantar dos escalpelos y comienzan a cortar lentamente de cada uno se enfrenta, tanto pronunciar "te haré bonita", al mismo tiempo, con los pies en el cubo. Hyeon-su y eon Sung-tanto entrar en la sala para encontrar dos de las chicas empapadas en sangre con tiras caras, sonriendo a las dos de ellos. Las ambulancias vienen y llevar a los paramédicos Jae-hui y los organismos de Hye-won en camillas (presumiblemente murió de pérdida de sangre). Sung-eón se toma el centro para responder a preguntas acerca de las dos niñas.
Yoon-hee llega a la escena del crimen y se va con "Hyeon-su". La rentabilidad real Hyeon-Su casa y su madre la encierra en el sótano. Yoon-hee pone lo que ella cree que se Hyeon-su a la cama y sale de su habitación antes de que ella tiene otro flashback. Hyeon-su, aún con el rostro quemado comienza a mostrar signos de mejoría y hee Yoon-a continuación, realiza una operación. Yoon-hee y luego se apaga una de suministro de oxígeno de la muchacha, pero no puede decidirse a matar a la pobre muchacha y rápidamente se lo devuelve como solloza por la culpa y la tristeza por su "hija". La Chica sin rostro amorosamente acaricia la mano de su mamá. Más tarde, la niña sin rostro (la cabeza envuelta en vendas) observa el juego otra chica con un amigo (Sung-eón?) Fuera. Comenta sobre lo bonita que es. Yoon-hee le dice que ella es "manera más bonita", pero la niña sin rostro acusa a su madre de la niña gusto mejor. Yoon-hee entonces con amor le dice a la niña sin rostro que le hará una nueva cara. Desafortunadamente Yoon-hee no plenamente a su promesa, y sólo hizo que la niña máscaras muy realista de la cara de su hija (la máscara de cara que se ve al principio de la película se utilizó). La niña sin rostro (ahora en su adolescencia) se escapa del sótano y los testigos Parte Hyeon-su cumpleaños con todos los amigos que más tarde tendría la cirugía. Yoon-hee se sale de la habitación a toda prisa y las cerraduras de la niña sin rostro nuevo en el sótano. La niña sin rostro grita y suplica para una fiesta de cumpleaños y una cara bonita como saltos de Yoon-hee a llorar al otro lado de la puerta. Más tarde, Yoon-hee se prepara un pastel (el comienzo de la película) y la lleva a la niña sin rostro para saber que ella se ha colgado.
Hyeon-su descubre entonces habitación de la chica y explora la búsqueda de un armario lleno de las máscaras que llevaba en los últimos años, y un calendario lleno de tristeza y odio hacia Hyeon-su y sus amigos. Hyeon-su descubre entonces un dispositivo frigorífico-como el que mantuvo Yoon-hee cuerpo de la niña sin rostro en después de su muerte. Sung-eon, ahora libre de la policía las visitas a domicilio Hyeon-su e interrumpa, desbloquear la puerta del sótano y los dos por separado para buscar Yoon-hee. Sung-eon a continuación, ve lo que ella cree ser Hyeon-su pero en realidad es la niña sin rostro que los choques Sung-eón al desmayo tirando fuera de su propio rostro como una máscara. Hyeon-su descubre el inconsciente Sung-eón y su madre aparece a continuación y las drogas ella.
Hyeon-su se encuentra en una mesa de operaciones al lado del cuerpo o de la niña sin rostro, que lleva una máscara que se asemeja a la cara Hyeon-su. Yoon-hee quita la máscara, revelando a la niña sin rostro "Face" correctamente por primera vez. Hyeon-su empieza a entrar en pánico, pero ella se mueven trivial debido a las drogas. Yoon-hee le dice a Hyeon-su es el momento de dar la cara hacia atrás y comienza a cortar la cara con un bisturí, pero se detiene cuando recuerda lo mucho que la amaba. Yoon-hee se derrumba en el suelo en el dolor, pero el cadáver de la joven sin rostro se levanta y trata de cortar la cara Hyeon-su gritando "Quiero que mi cara!". deja de Yoon-hee y le dice que ella es su preciosa hija y que ella está arrepentida por todo lo que le hicieron. El cadáver sin rostro horrible vuelve a convertirse en el niño que fue. La niña sin rostro era la chica a lo largo de huérfanos, no el real Hyeon-su. La operación había sido un intercambio cara. Yoon-hee había cortado la cara de la niña huérfana y dado a Hyeon-su. Yoon-hee luego se arrepiente de sus pecados y se va con la niña huérfana para incorporarse a la vida futura. Sin embargo, la escena final muestra la niña huérfana, de vuelta en su forma de pelo largo sin rostro aparecen de repente a la cama de Hyeon-sus manos antes de llegar a la función de créditos, tal vez el sentido de que ella aún no estaba satisfecho y todavía quería que su cara posterior.

## Reparto
- Do Ji Won - Yoon-hee
- Shin Se Kyung - Hyeon-su
- Ahn Gyu Ryun  - Sung-eon
- Yoo Da In - Su-kyoung
- Jeon So Min - Hye-won
- Ahn Ah Yung - Jae-hui
- Jo Sung-ha - Padre de Hyeon-su
- Kim Do Yeon - Amigo
- Kim Ji Na - Hyeon-su (joven)
- Lee Won - Mesero de la piscina

## Sobre el título
El título de "Cenicienta" se dirige hacia la niña huérfana, el fantasma de pelo negro en la historia. Ella puede ser llamada Cenicienta, porque ella fue adoptada ilegalmente después de que la original Hyeon-su sufriera quemaduras mortales y la desfiguración al estar en una explosión de un coche. La huérfana amaba a su "madre" mucho, pero después de que la Hyeon-su original comenzó a recuperarse, su madre hizo una operación para tener el rostro de la chica huérfana como trasplante para su verdadera hija.  Hyeon-su, que no tiene memoria del incidente, fue mimada por su madre mientras la huérfana sin rostro se mantuvo en el sótano. La hija original, se le prohibió ir.
Establecer conexiones de vuelta a la historia original de la Cenicienta, la Cenicienta también fue tratado mal por una madrastra y fue encerrado en su habitación mientras sus dos hermanastras obtenido todos los destinos.
La hija adoptiva no le hicieron ningún fiestas de cumpleaños, nunca se le permitió ir a la escuela, y fue dejado en el interior del sótano por escrito en su diario, con la esperanza de que algún día su "madre" se hacen de ella una nueva cara, como lo prometió, pero nunca lo hizo . A medida que crecía, se sentía más traicionado después de ver Hyeon-su, una chica de verdad, crecer y convertirse en hermosa con su cara y con las fiestas de cumpleaños con sus amigas bellas y por lo tanto terminó suicidándose en el sótano, al escribir sobre lo mucho que odia Hyeon-su y sus amigos y ella desea que ella podía matarlos a todos. Por desgracia, la madre decidió finalmente lanzar la niña huérfana una fiesta y le trajo un pastel, sólo para descubrir que se había colgado. Sentir que se culpa Hyeon-su, ella comienza inquietante sus amigos hasta que se vuelven locos con los pensamientos de ser feo. Con esos pensamientos, se suicidan mediante la reducción de sus propias caras, o desfiguración facial infligir el uno del otro. Además, hay que señalar que la niña huérfana realmente amaba a su madre ya no quería nada más que estar con ella para siempre. El real Hyeon-su, incluso antes del accidente, nunca plenamente apreciada su madre y era muy mimado. Al final, la madre de Hyeon-su acuerdo para incorporarse a la otra vida con la niña adoptada para salvar a su hija de verdad y llevar la paz a la vida tortuosa de la niña huérfana.